# Филлантус кислый
Филла́нтус ки́слый, или Анти́льский крыжо́вник (лат. Phyllanthus acidus) — вид плодовых деревьев, культивируемых во многих странах с тропическим климатом; вид рода Филлантус (согласно традиционной классификации, род Филлантус относится к семейству Молочайные, согласно же современным взглядам этот род входит в семейство Филлантовые).

## Биологическое описание
Антильский крыжовник — маленькое полулистопадное дерево высотой 2—9 м. Листья сложные: на длинном (до 50 см) побеге супротивно расположено до 20 пар овально-ланцетовидных листьев длиной 2—7,5 см. В сухой период дерево сбрасывает эти побеги вместе с листьями, на стволе после этого остаются хорошо заметные рубцы.
Цветки мелкие, невзрачные, красновато-зелёные, собраны в висячие метёлки длиной до 12 см.
Плоды — сплющенные ребристые бледно-жёлтые костянки с тонкой кожурой диаметром 1—2,5 см, с 6—8 рёбрышками. Внутри содержится хрустящая сочная мякоть и трудно отделяемая от мякоти косточка с 4—6 маленькими семенами.

## Распространение
Родина Антильского крыжовника — Мадагаскар. Ещё в античные времена он проник на Филиппины и с тех пор, повсюду там культивируется. Антильский крыжовник выращивается также в Южном Вьетнаме, Лаосе, Индонезии, Малайзии, на Гуаме и на Гавайских островах. В 1793 году он был завезён на Ямайку и, оттуда, распространился на Антильские, Багамские и Бермудские острова. Позже он стал выращиваться в Мексике, Центральной Америке, Колумбии, Венесуэле, Перу, Бразилии и Суринаме. Является популярным продуктом на островах Кабо Верде. Azedinha, как здесь называют это дерево и плод, описана в отчете "BUILDING ADAPTIVE CAPACITY AND RESILIENCE OF THE FORESTRY SECTOR IN CABO VERDE". 

## Использование
Плоды очень кислые, богаты витамином C. Их едят в свежем виде, консервируют, добавляют в различные блюда. Из сока делают прохладительные напитки. На островах Кабо Верде плоды в свежем виде рекомендуют беременным женщинам, так как считается, что они помогают в борьбе с токсикозом. На рынках можно купить джем с "азединьей", а также сладкую выпечку. 
- Цветущий антильский крыжовник
- Дерево с плодами